# 郁山
郁山（1481年—1536年），字子靜，號水軒，南京松江府華亭縣（今上海市松江縣）人，明朝政治人物。

## 生平
正德五年（1510年）庚午科應天府鄉試第三十名舉人。正德十六年（1521年）中式辛巳科會試第九十四名，登第三甲第六十八名進士，授龍泉縣知縣，調臨海縣，后升任工部主事，浙江抽分，升员外郎、郎中，改刑部郎中。出任溫州府知府。在任二年，因痰疾暴卒於任內，享年五十六歲。。

## 家族
曾祖郁駿；祖父郁敏；父郁桂，號雲樓，母李氏。慈侍下。